# Carlos M. Duarte
Carlos Manuel Duarte Quesada, född 1960 i Lissabon i Portugal, är en spansk marinbiolog.
Carlos Duarte gör undersökningar av marina ekosystem globalt, från polarområdena till de tropiska områdena och allt från kustnära områden till djuphavsområden. Hans forskning behandlar biodiversiteten i oceanerna, hur mänskliga aktiviteter påverkar de marina ekosystemen och dessa ekosystems förmåga att behålla och återfå sina funktioner trots  skador och åverkan. Han har bedrivit tvärvetenskaplig forskning och har bland annat samarbetat med ingenjörer för att hitta lösningar. Duarte är för närvarande[när?] professor vid King Abdullah University of Science and Technology.